# Мамоновская волость
Мамоновская волость — волость в составе Жиздринского уезда Калужской (с 1920 — Брянской губернии Бежицкого уезда) губернии. Административный центр — сельцо Дуброво.

## История
Мамоновская волость образована в ходе реформы 1861 года. Первоначально в состав волости входило 18 селений: село Барсуки (Большухи), сельцо Дуброво, деревни Анновка, Екатериновка (Болобоновка), Игнатовка, Кошкино (Владимировка), Кулаковка, Кушляновка, Лазинки Елисеевы, Мамонова, Михалева, Натарово Ближнее, Натарово Дальнее (Внеговье), Раменье, Тегаево, Тешкова Гора, Чужбиновка и поселок Усохи.
На 1880 год в составе волости числилось 5620 десятин земли. Население волости составляло в 1880 году — 3643, в 1896 — 4006, в 1913 — 5272 человек.
В волости было два церковных прихода. Один находился в сельце Дуброво — церковь Сергия Радонежского. «Деревянная церковь возведена между 1915 и 1917, освящена в 1917. Закрыта и разрушена в сер. XX в. На церковном месте лужайка деревенского парка». Второй приход церковь иконы Божией Матери Тихвинской располагался в селе Большуха (Барсуки). «Каменная двухпрестольная церковь с колокольней построена в 1859—1870 на средства штабс-ротмистра Василия Николаевича Шепелева. Главный престол освящён в 1870, придел Василия Великого — в 1872. Закрыта до 1941, здание использовалось под клуб. В годы оккупации разрушена, затем постепенно разобрана».
1 апреля 1920 года Жиздринский уезд был перечислен в Брянскую губернию. В 1922 году Мамоновская волость была передана в Бежицкий уезд той же губернии.
28 марта 1923 года из прежней Песоченской и Мамоновской волостей была образована Песоченская укрупненная волость.
В 1929 году Брянская губерния и все её уезды были упразднены, а их территория вошла в состав новой Западной области.
С 1944 года территория Мамоновской волости относится к Кировскому району Калужской области.